# Дуда-Епурени (Васлуй)
Дуда-Епурени (рум. Duda-Epureni) — коммуна в составе жудеца Васлуй (Румыния).

## Состав
В состав коммуны входят следующие населённые пункты (данные о населении за 2002 год):
- Валя Гречулуй (рум. Valea Grecului) — 1756 жителей
- Епурени (рум. Epureni) — 1636 жителей
- Дуда (рум. Duda) — 1505 жителей
- Бобешти (рум. Bobești) — 160 жителей

## География
Коммуна расположена в 294 км к северо-востоку от Бухареста, 24 км к востоку от Васлуя, 60 км к юго-востоку от Ясс, 142 км к северу от Галаца.

## Население
По данным переписи населения 2002 года в коммуне проживали 5057 человек.

### Национальный состав
| Национальность | Кол-во человек | Процент |
| -------------- | -------------- | ------- |
| Румыны         | 5056           | > 99,9% |
| Цыгане         | 1              | < 0,1%  |

### Родной язык
| Язык       | Кол-во человек | Процент |
| ---------- | -------------- | ------- |
| Румынский  | 5056           | > 99,9% |
| Венгерский | 1              | < 0,1%  |

### Вероисповедание
| Вероисповедание | Кол-во человек | Процент |
| --------------- | -------------- | ------- |
| Православные    | 5033           | 99,5%   |
| Римо-католики   | 13             | 0,3%    |
| Адвентисты      | 9              | 0,2%    |
| Реформаты       | 1              | < 0,1%  |
| Пятидесятники   | 1              | < 0,1%  |

## Политика
По результатам местных выборов 2016 года, местный совет коммуны состоит из 13 депутатов следующих партий:
| Партия                          | Количество депутатов |
| ------------------------------- | -------------------- |
| Социал-демократическая партия   | 7                    |
| Национальная либеральная партия | 3                    |
| Национальная либеральная партия | 3                    |